# Białowieża Towarowa
Białowieża – dworzec kolejowy wybudowany 1903, na linii kolejowej z Białowieży do Bielska Podlaskiego. Wybudowano go, aby odciążyć osobowy, nieczynny już dzisiaj dworzec Białowieża Pałac.

## Budynek

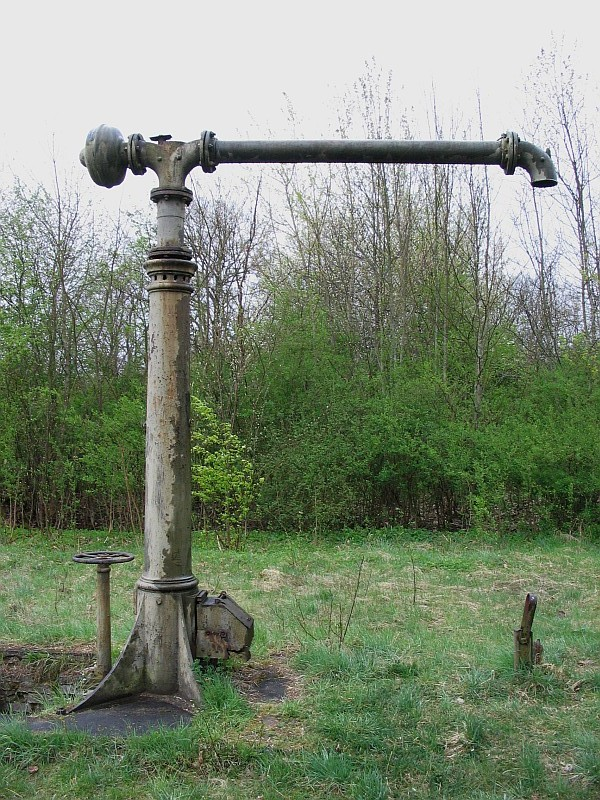
Żuraw wodny przed odnowieniem

Budynek dworca to obiekt jednokondygnacyjny, drewniany, o konstrukcji zrębowej. Wzniesiono go na rzucie wydłużonego prostokąta, z centralnymi ryzalitami akcentującymi szerszy hol, z poczekalnią od strony peronu, kasą i pomieszczeniami służbowymi od tyłu.
Kompleks dworcowy położony jest po dwóch stronach torów kolejowych, prowadzących z Białowieży do Hajnówki. Po stronie północno-wschodniego toru kolejowego znajduje się budynek dworca, cztery budynki magazynowe, budynek WC oraz wieża ciśnień. Po stronie południowo-zachodniej stoi dróżniczówka oraz domy i zabudowania przeznaczone dla pracowników kolei. Na terenie stacji znajdują się też dwa żurawie wodne, używane przed laty do obsługi parowozów.

## Historia

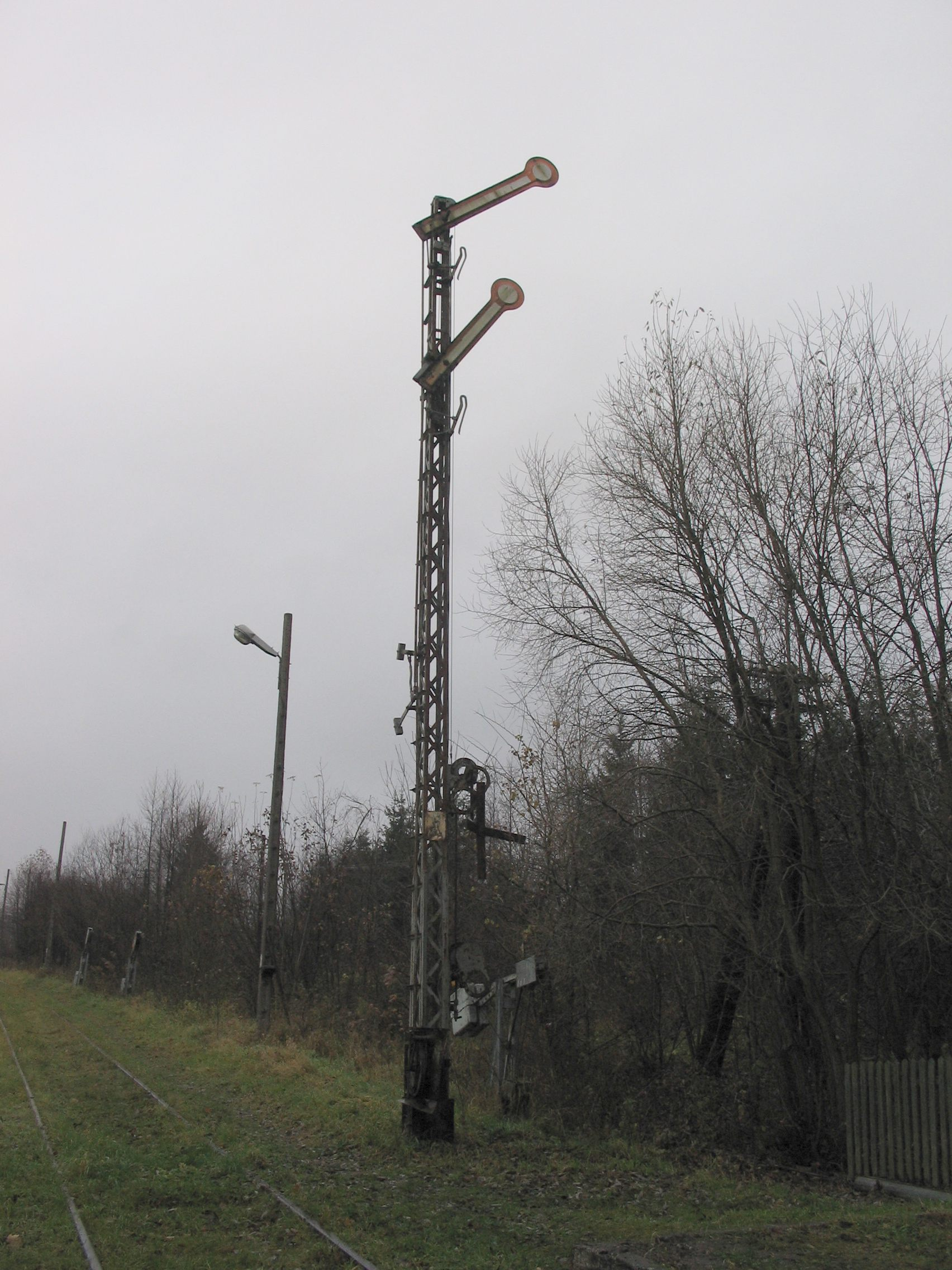
Semafor wyjazdowy

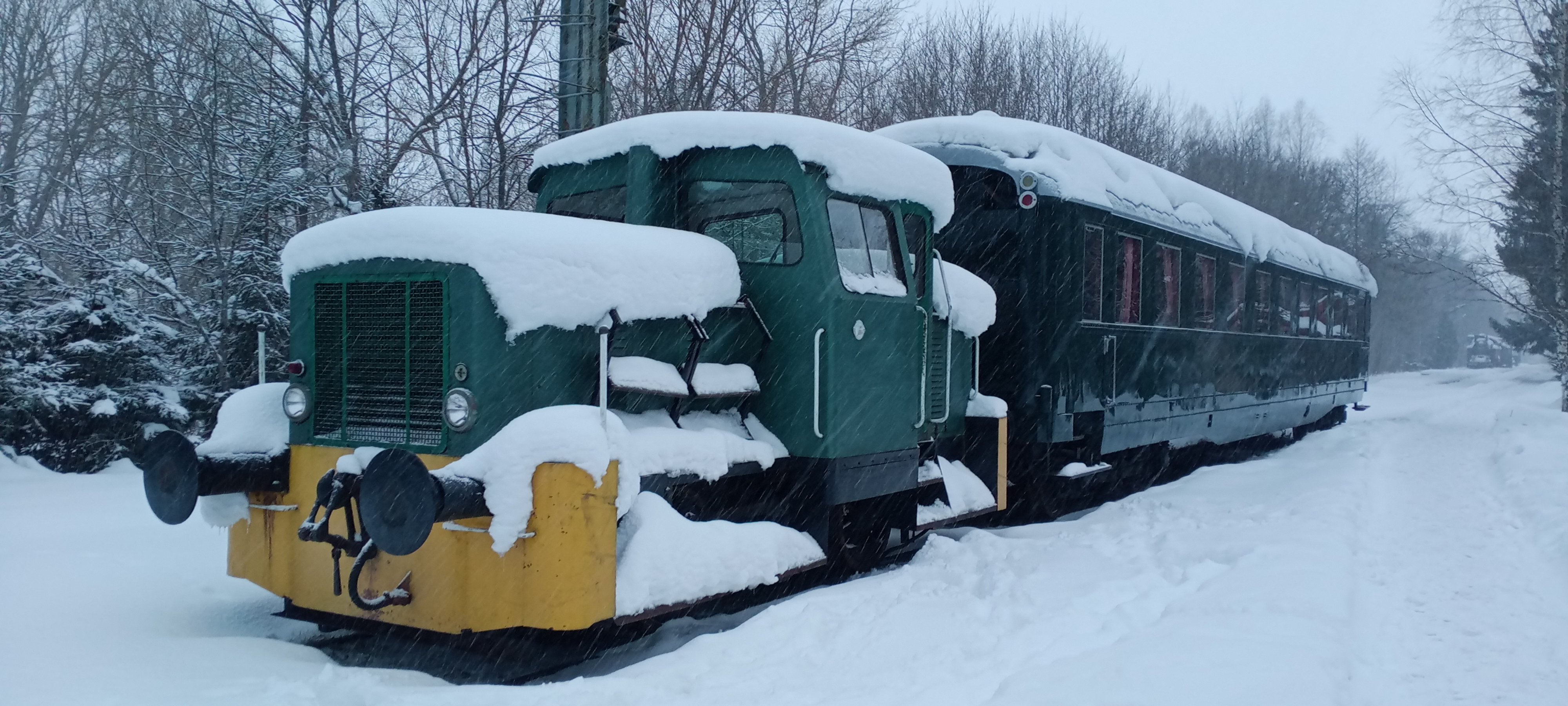
Lokomotywa SM03/04 z wagonem restauracyjnym

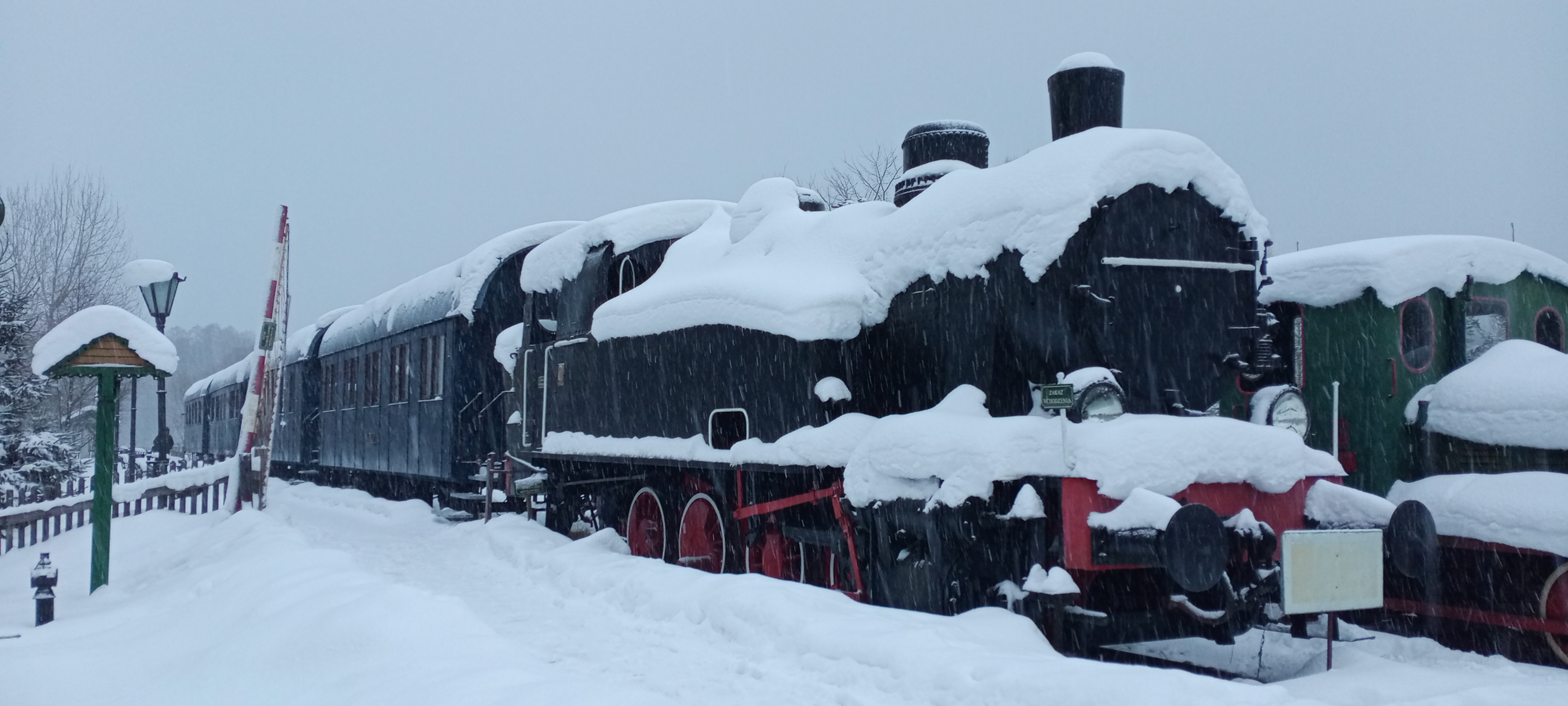
Skład z parowozem i wagonami

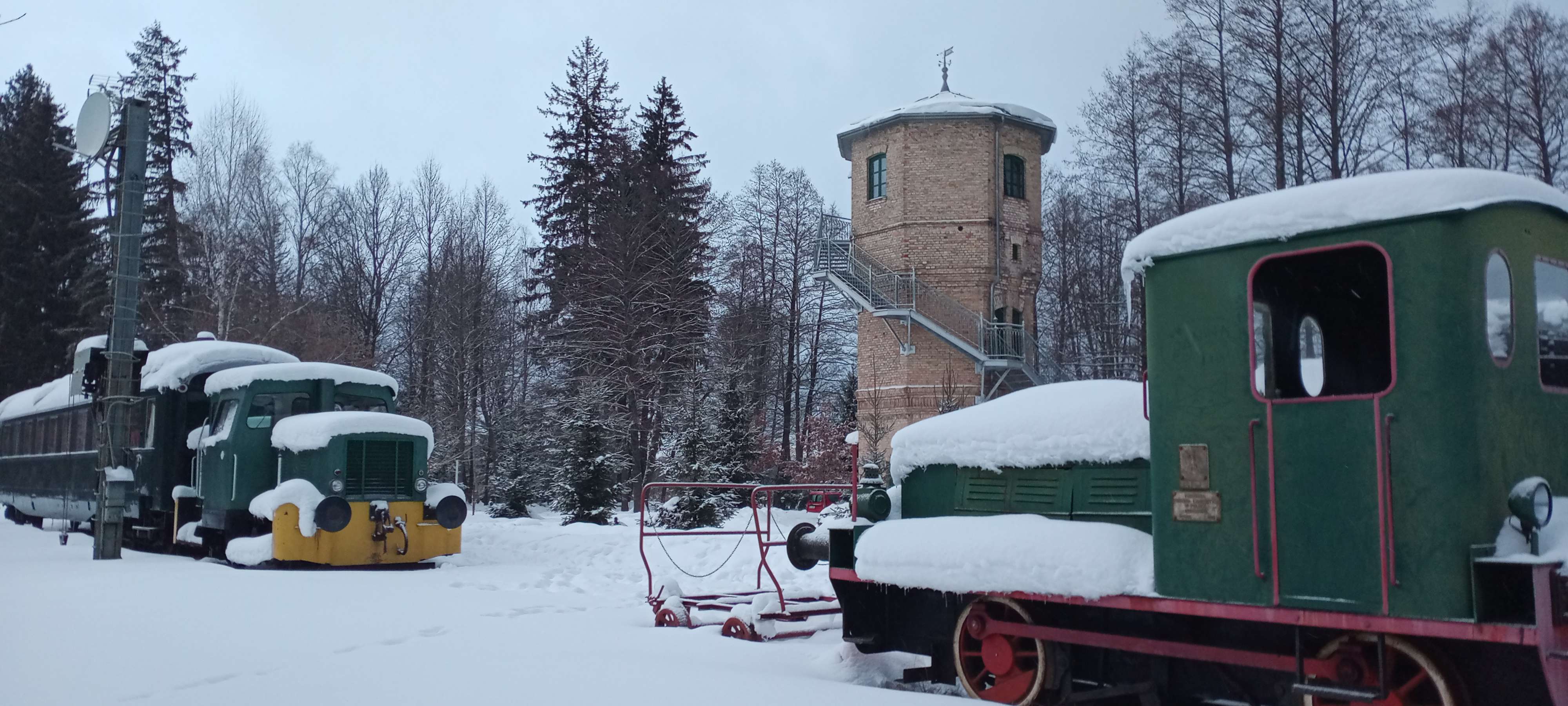
stacja zimą

Jednotorową linię kolejową oddano do użytku w 1897 roku. Pierwszy pociąg wiozący cara i najdostojniejszych gości przybył do Białowieży 9 września tego roku. Linia służyła przede wszystkim do przyjazdów zaproszonych gości na uroczyste polowania. W 1907 r. połączenie z Bielska Podlaskiego przedłużono w kierunku Siedlec, uzyskując dzięki temu połączenie z Warszawą. Budynek dworca kolejowego Białowieża Towarowa zbudowano w 1903, na potrzeby cara Mikołaja II. Białowieża Towarowa pełniła wówczas rolę służebną i pomocniczą w stosunku do Pałacowej. Tutaj trafiały wszystkie składy pociągów tak towarowych, jak i osobowych. Do dziś z wielu budynków stacyjnych z okresu carskiego zachowały się tylko nieliczne, wśród nich wyjątkowe miejsce zajmuje dworzec, który przetrwał bez większych zmian do naszych czasów.
Białowieska kolej funkcjonowała przez blisko 100 lat. Przed II wojną światową w Białowieży było jedenaście rozjazdów. Na jednym z torów stało zawsze po kilkanaście salonek z turystami. Na wczasy przyjeżdżali tutaj urzędnicy kolejowi z Warszawy, wojskowi, ludzie z pierwszych stron gazet, bywał m.in. prezydent RP, Ignacy Mościcki.
Przez kolejne lata, także po wojnie, pociągi z Towarowej nadal przewoziły uczniów, leśników, mieszkańców puszczańskich wsi. W 1986 r. budynek dworca kolejowego Białowieża Towarowa wpisany został do rejestru zabytków, w 1988 roku do rejestru wpisano także wieżę ciśnień.
W latach 90. XX w., mimo licznych protestów mieszkańców, po nieudanych negocjacjach między samorządami a dyrekcją kolei w Białymstoku, ruch na linii kolejowej zawieszono. Powodem była nierentowność przewozów. Od tej pory opuszczony i nieremontowany przez wiele lat budynek, będący własnością Polskich Kolei Państwowych, ulegał postępującemu zniszczeniu.
Pierwszą, nieudaną próbą aktywizacji miejsca była zawarta w 1997 r. umowa o przekazaniu w dzierżawę obiektu stacyjnego Towarowa działającemu przy Sejmie RP Konwentowi Porozumienia Polsko-Białoruskiego, w celu stworzenia tutaj ośrodka kultury, rekreacji i zdrowia narodów słowiańskich. Opieką zabytku zajął się mieszkający w kolejarskiej koszarce Mikołaj Lickiewicz, który na stacji przepracował ponad trzydzieści lat jako zwrotnicowy.

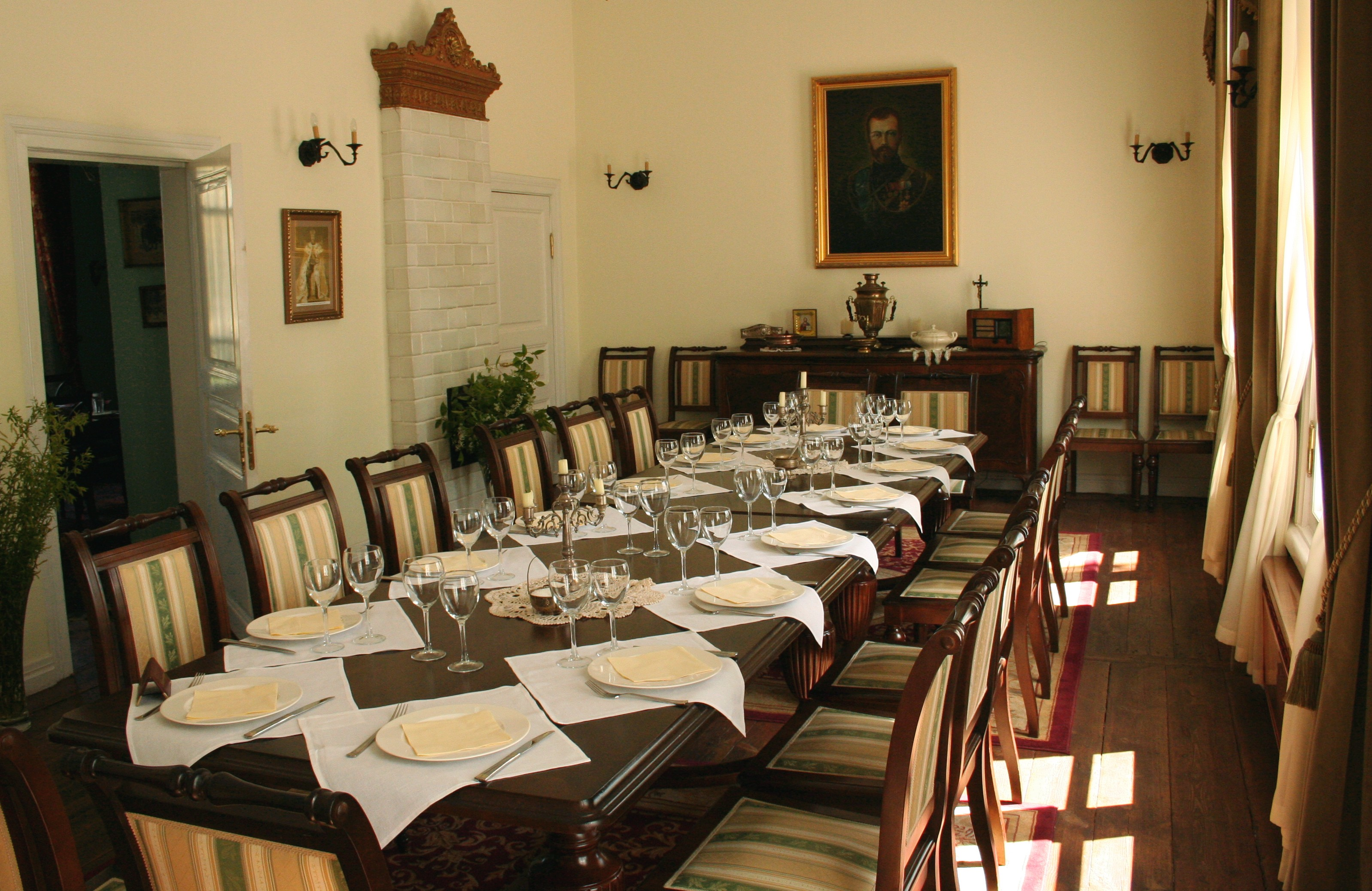
Wnętrze restauracji

W lutym 2002 roku spółka Polskie Koleje Państwowe S.A. zawarły z Zarządem Gminy Białowieża umowę przekazania stacji w zamian za umorzenie zaległych podatków gruntowych. We wrześniu 2002 roku, w zamian za zwolnienie z długu powstałego przy budowie szkolnej sali gimnastycznej, Gmina Białowieża przekazała Białowieżę Towarową na własność Spółce Akcyjnej Budimex Unibud z siedzibą w Warszawie. W sierpniu 2003 r. Podlaski Wojewódzki Konserwator Zabytków w Białymstoku, działając w porozumieniu z Powiatowym Inspektorem Nadzoru Budowlanego w Hajnówce, wydał właścicielowi nakaz na wykonanie prac remontowo-zabezpieczających budynki dworca i wieży ciśnień. Od decyzji tej Spółka Budimex Dromex S.A. złożyła odwołanie do Ministra Kultury. Jednocześnie podjęła kroki w celu pozbycia się kłopotliwych obiektów. Działania urzędu konserwatorskiego wspierało wówczas Towarzystwo Ochrony Zabytkowego Krajobrazu w Białowieży. W listopadzie 2003 r. zabytkowe budynki i budowle przekazane zostały w obecności inspektora Wojewódzkiego Urzędu Ochrony Zabytków w Białymstoku nowym właścicielom: państwu Hannie i Michałowi Olszewskim, Michałowi Drynkowskiemu i Katarzynie Frąckowiak, którzy przystąpili do kompleksowych prac remontowo-zabezpieczających.
Obecni właściciele Białowieży Towarowej zostali w 2004 r. laureatami konkursu Generalnego Konserwatora Zabytków w Warszawie Zabytek Zadbany. Obecnie dworzec Białowieża Towarowa mieści Restaurację Carską.

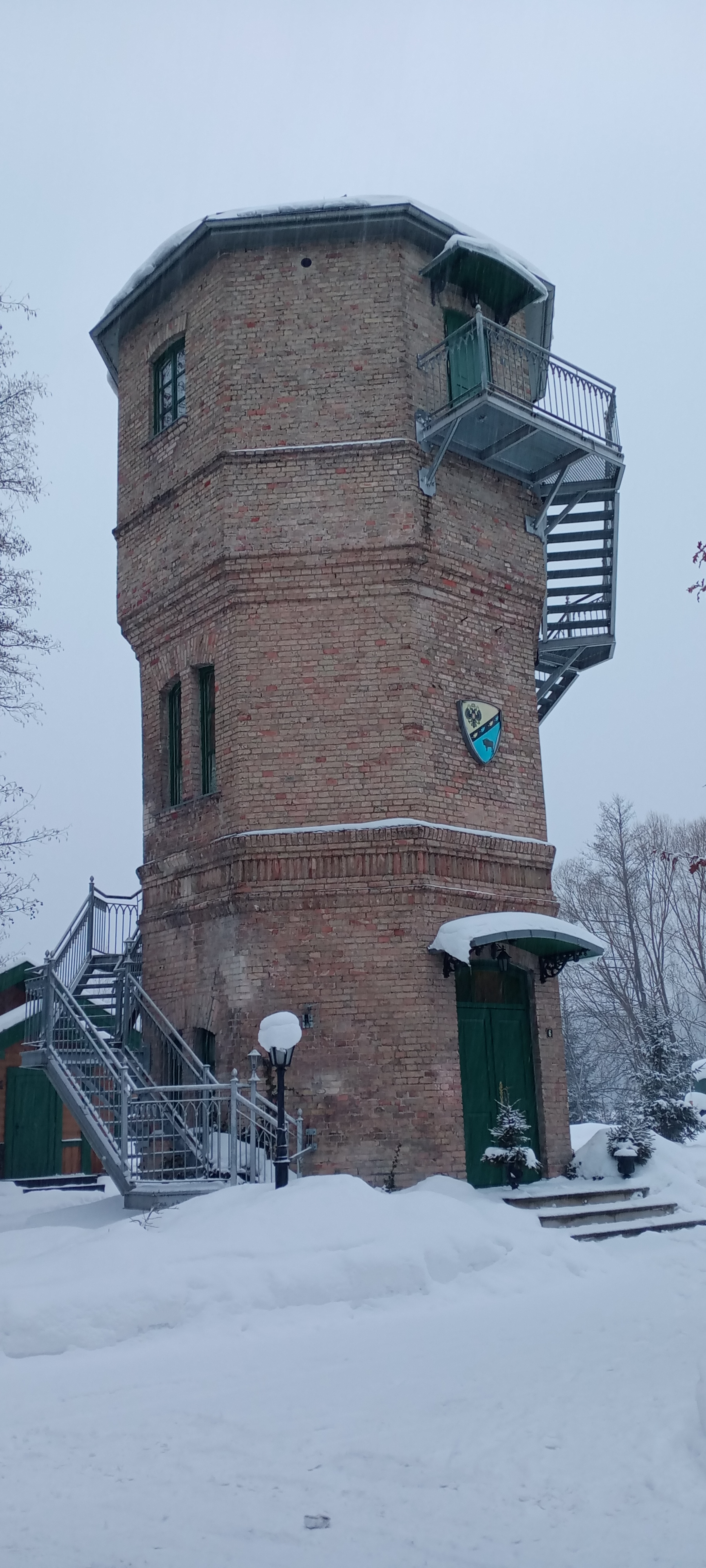
Wieża ciśnień

W zabytkowej wieży ciśnień powstały Apartamenty Carskie, które to można wynająć na nocleg. Urządzone w klimacie z okresu cara Mikołaja.